# Bellingshausen-Station
Koordinaten: 62° 12′ S, 58° 58′ W

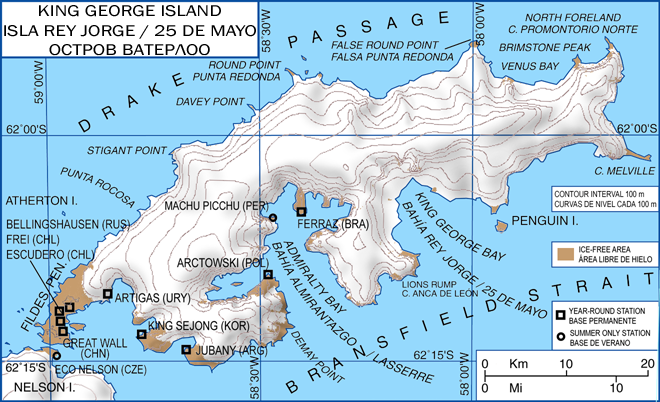
Karte der King George Island, mit Bellingshausen im Südwesten

Die Bellingshausen-Station ist eine russische Antarktis-Station auf King George Island an der  Ardley Cove, einer Nebenbucht der Maxwell Bay. Sie wurde 1968 von der Sowjetunion auf der nahezu eisfreien westlichen Fildes-Halbinsel errichtet und diente der russischen Fischerei-Antarktisflotte als Hauptdepot.

## Vorbereitungen, Unterkünfte, Arbeiten
Bereits im Jahr 1959 plante die Akademie der Wissenschaften der UdSSR die Inbetriebnahme einer Forschungsstation auf dem sechsten Kontinent. Für den Eröffnungstag waren bereits gesonderte Poststempel angefertigt worden, die die Inschrift «CCCP, Антарктида Беллингсгаузен» und das Datum 15. 4. 59 trugen. Warum es mit dem Aufbau länger als geplant dauerte, ist nicht bekannt.
Die offizielle Eröffnung erfolgte erst am 22. Februar 1968, bei dieser Gelegenheit übernahm Arnold Budretzki die Leitung der Station. Die anwesenden Wissenschaftler betrieben Forschungen in den Bereichen Meteorologie, Glaziologie, Geophysik und Biologie. Die Polarforscher erhielten für ihre Spezialkleidung Ärmelaufnäher, die einen Robbenkopf vor dem Kartenausschnitt der King-Georg-Insel zeigten. Bereits seit der Eröffnung konnten Biologen der DDR in der Station wohnen und sich an der Erforschung der Südshetlands beteiligen. Die Station bietet Platz für 25 Bewohner, es können aber bis zu 50 Menschen dort leben. 
Die Station wurde nach dem baltendeutschen Seefahrer in russischen Diensten Fabian Gottlieb von Bellingshausen benannt.

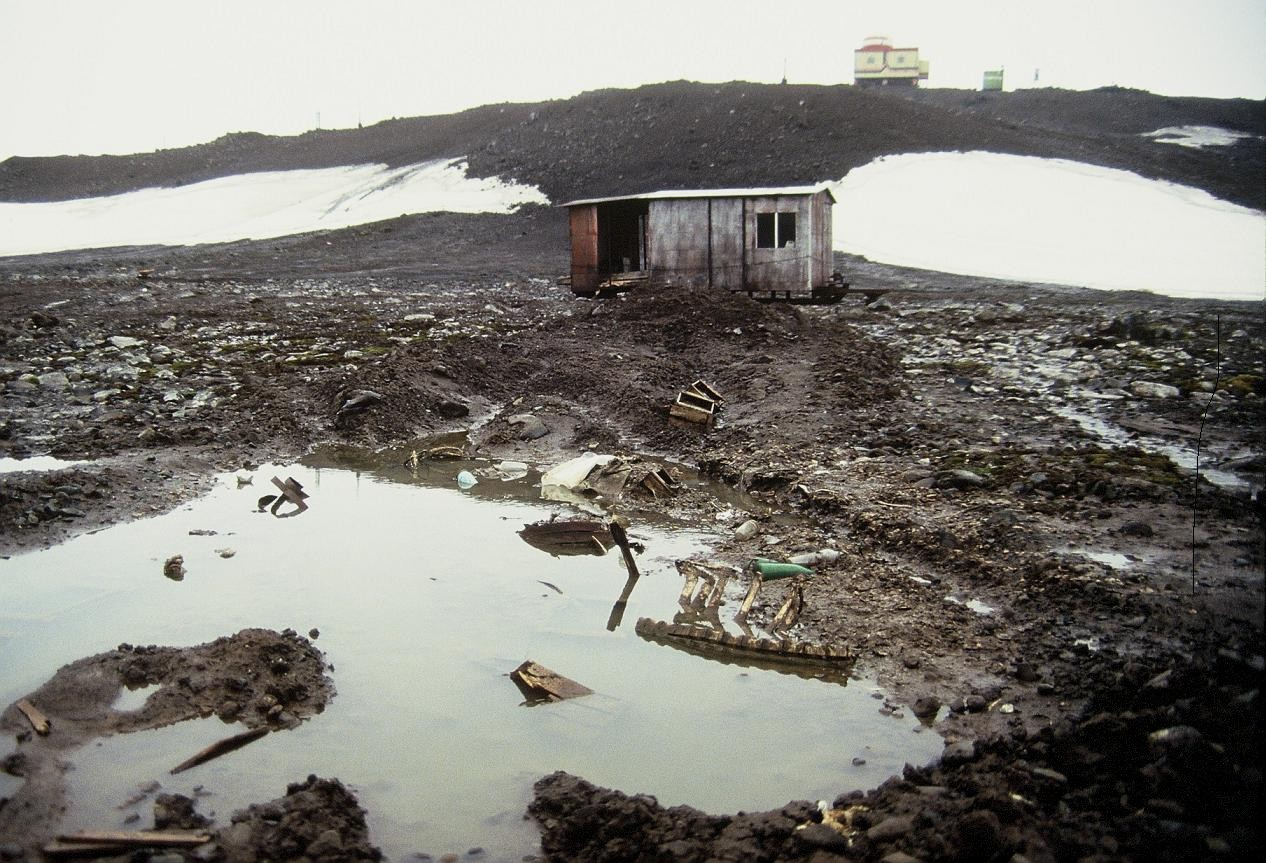
Die Ablagerung von Abfällen auf Bellingshausen zeigten die Notwendigkeit für Umweltauflagen in der Antarktis.

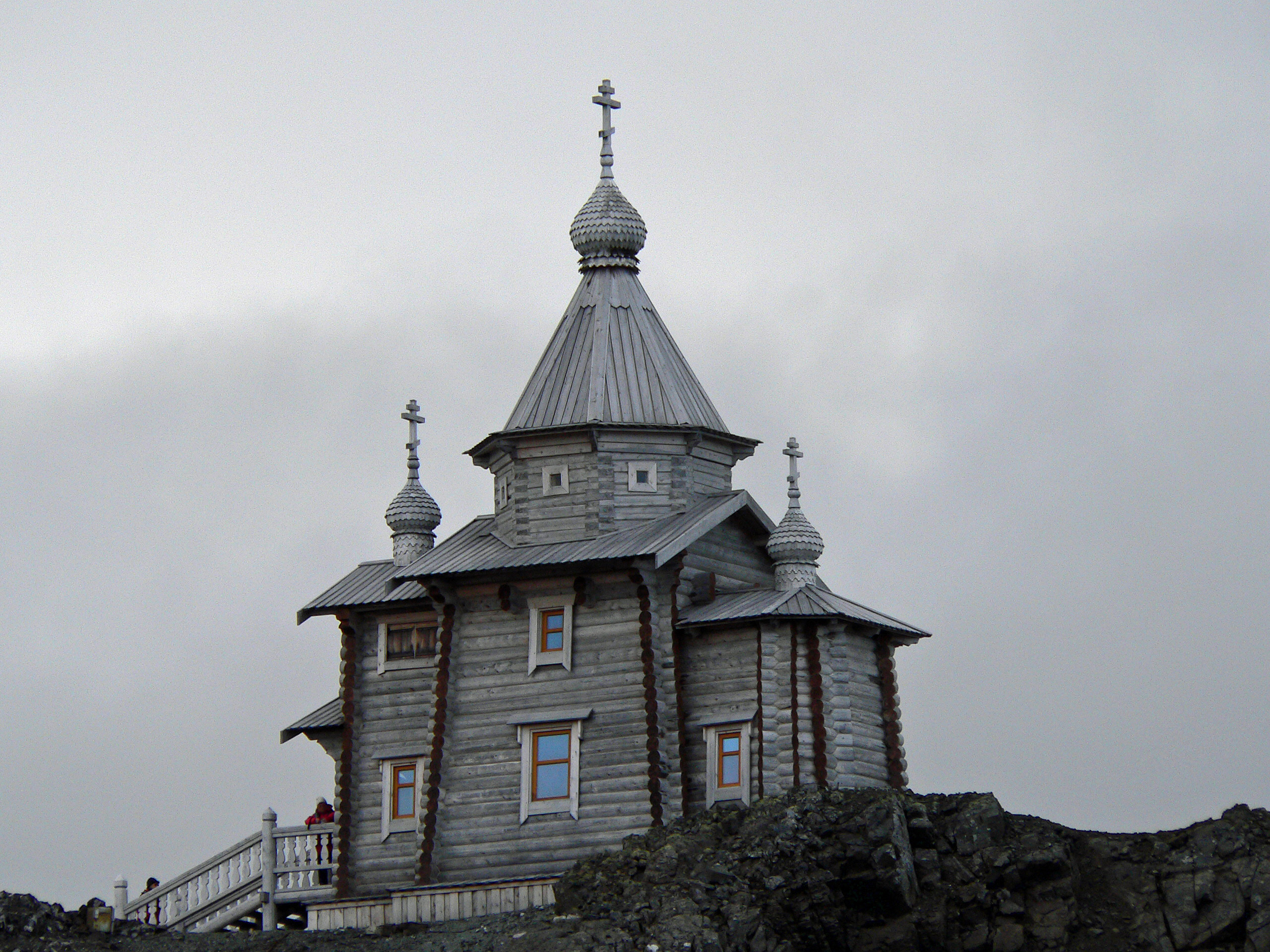
Russisch-Orthodoxe Kirche der Bellingshausen Station

Nahe der Station steht die Dreifaltigkeitskirche, das südlichste russisch-orthodoxe Gotteshaus der Welt.
Am Ort befindet sich eine Monitoring-Station des SDCM-Systems.